# Лапеђи (Фиренца)
Лапеђи је насеље у Италији у округу Фиренца, региону Тоскана.
Према процени из 2011. у насељу је живело 204 становника. Насеље се налази на надморској висини од 180 м.